# 루좀베로크구

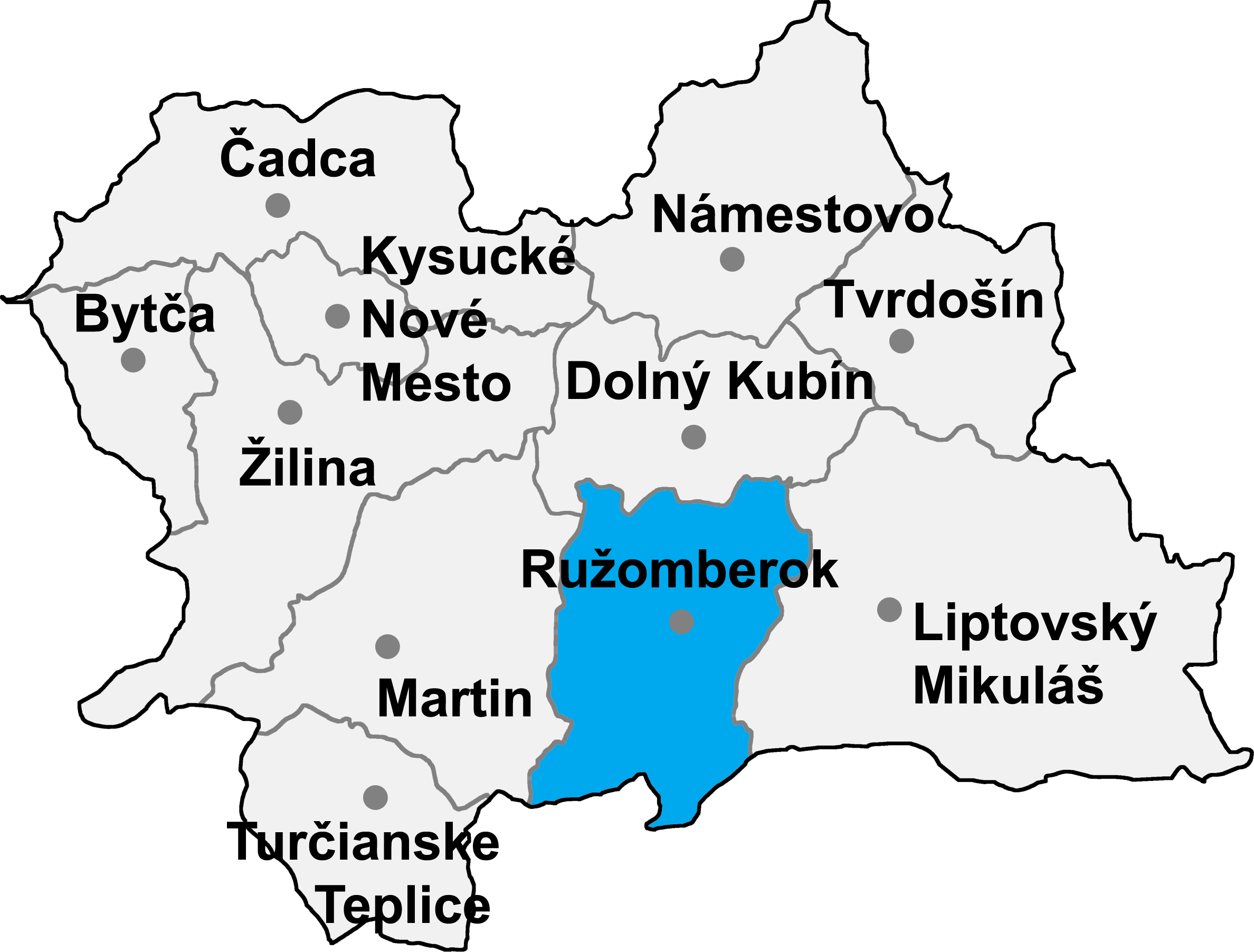
루좀베로크구의 위치

루좀베로크구(슬로바키아어: Okres Ružomberok)는 슬로바키아 질리나주를 구성하는 11개 구 가운데 하나로 행정 중심지는 루좀베로크이며 면적은 646.83km2, 인구는 57,403명(2014년 기준), 인구 밀도는 88.75명/km2이다.
질리나주 남부에 위치하며 25개 지방 자치체(1개 시, 24개 마을)를 관할한다. 서쪽으로는 마르틴구, 북쪽으로는 돌니쿠빈구, 동쪽으로는 립토우스키미쿨라시구, 남동쪽으로는 반스카비스트리차주 브레즈노구, 남쪽으로는 반스카비스트리차주 반스카비스트리차구와 접한다.